# Estación Colonia (Uruguay)
La Estación Colonia es la única estación ferroviaria de la ciudad de Colonia del Sacramento en la República Oriental del Uruguay.

## Historia
La estación fue inaugurada el 4 de febrero de 1901. Arribó el primer tren de pasajeros procedente de la Estación Central Montevideo, el 1 de marzo de 1901 a las 11 horas, retornando a las 15 horas. El viaje inaugural demandó nueve horas y condujo a 30 pasajeros, entre autoridades civiles y funcionarios de la empresa que obtuvo la concesión de la línea, denominada Central Uruguay Railway Company.
En el año 1985 se suspenden los viajes cerrándose la estación. 
En el año 2004, el edificio es cedido al Instituto de Hotelería y Gastronomía, de la intendencia de Colonia y fue restaurado por parte de la Intendencia.

## Servicios
La estación se encuentra desafectada del servicio ferroviario. Algunos tramos del ramal en la ciudad de Colonia fueron levantados.
Actualmente el ramal de Montevideo a Colonia sólo se encuentra operativo entre Montevideo y San José. En 2012 el servicio de pasajeros entre 25 de agosto y San José fue suspendido por problemas de disponibilidad del material rodante.

## Imágenes

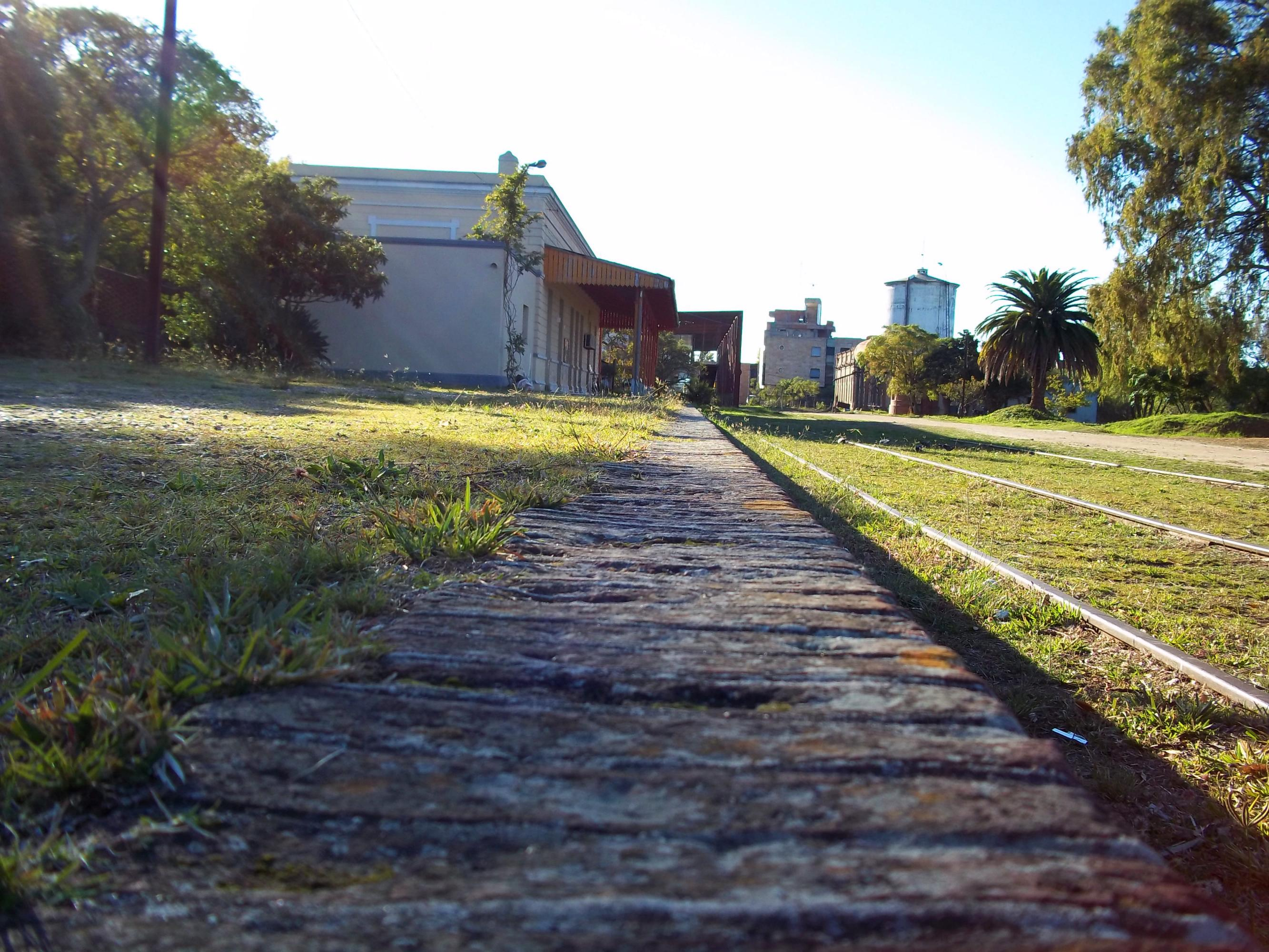
Vista desde el andén de la estación. Al fondo de la imagen se observan las instalaciones del puerto.
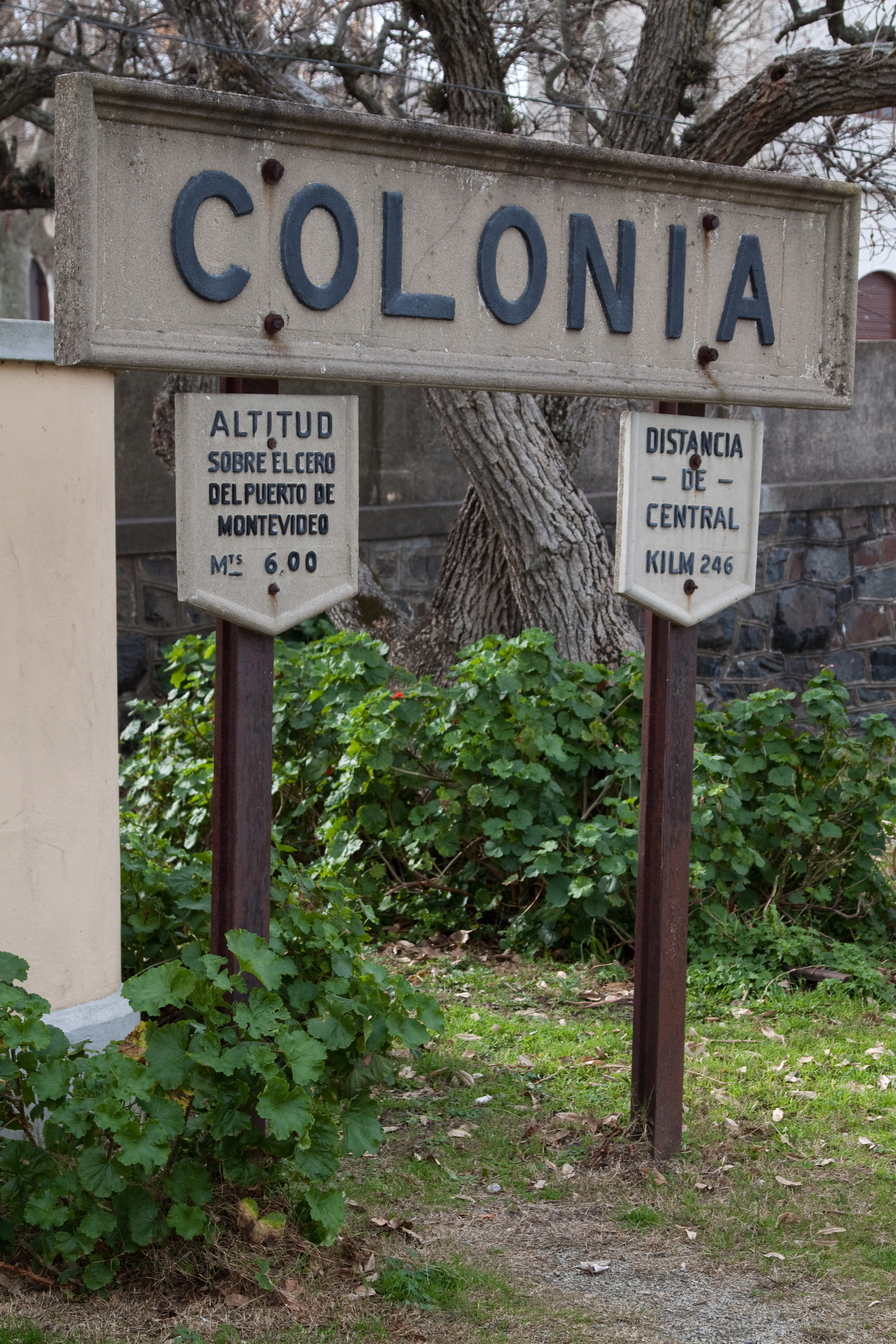
Cartel indicador en la estación Colonia. El cartel indica la distancia y la altura con respecto a Montevideo.
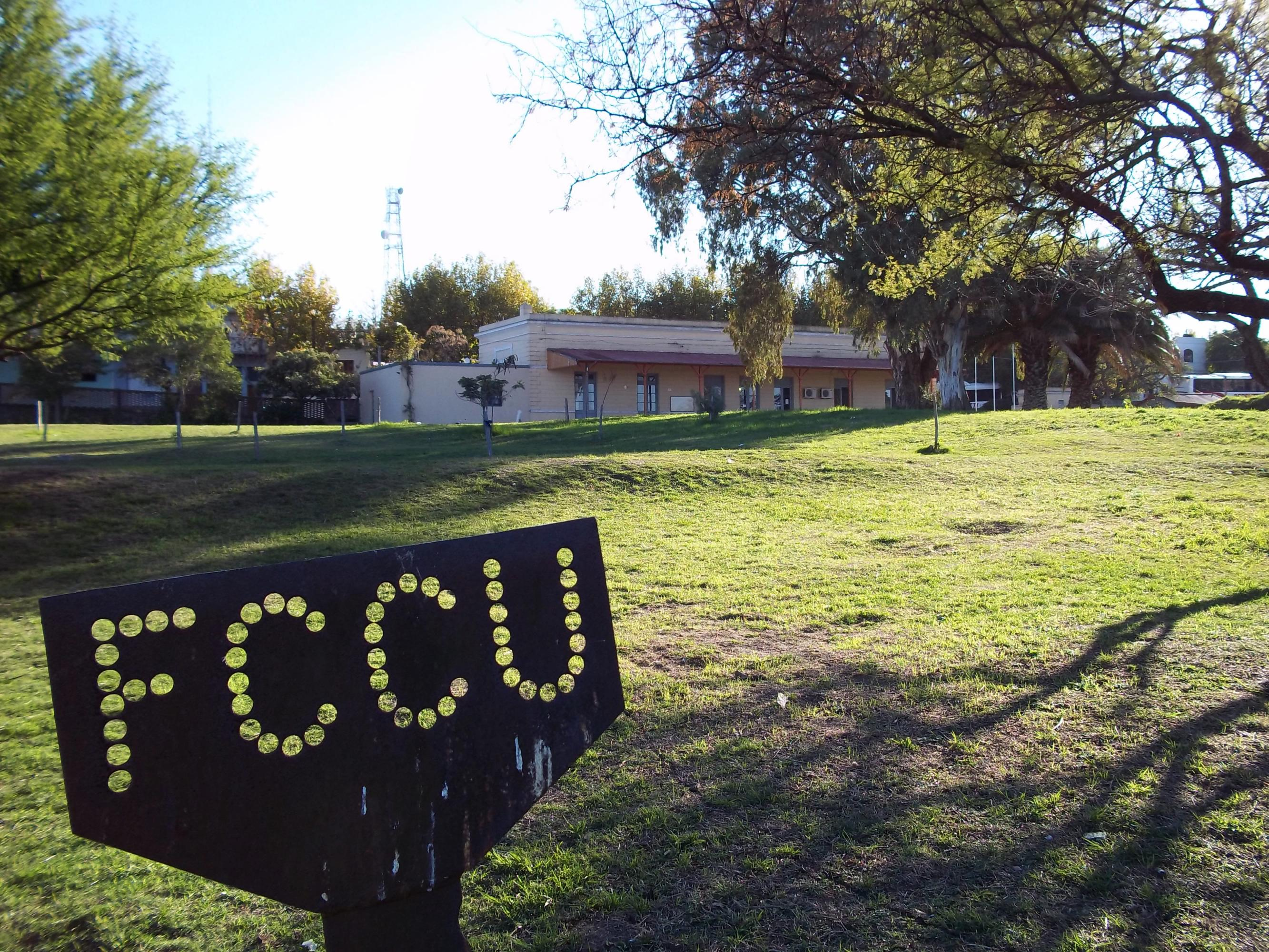
Estación Colonia. En primer plano se observa el cartel con las siglas de la vieja compañía Ferrocarril Central del Uruguay.